# Герб Гренландії
Герб Гренландії — офіційний державний символ данської автономної провінції Гренландія.

## Опис
Герб Гренландії є синім щитом зі срібним білим ведмедем. Цей символ був уперше введений у герб Данії в 1666 році й досі представлений у данської королівської сім'ї. У данському контексті, ведмідь був спочатку намальований ходячим природно, але вертикальне положення було вказано в 1819 році. 1470 року London Roll відображає лапи з субтитрами Le Roy де Greneland показуючи щит, який зображає білий ведмідь в оточенні трьох птахів. Цей королівський титул не відображає офіційну назву, а є просто зброєю, яку може використати будь-яка людина, яка контролює Гренландію.
Версія, що наразі використовується в Уряді Гренландії була розроблена гренландським художником Єнсом Розінгом і був прийнятий 1 травня 1989 року ландстингом. Білий ведмідь символізує фауну Гренландії, а блакитний колір позначає Атлантичний і Північний Льодовитий океан, яким Гренландія омивається. Замість того, аби взяти данську версію герба Гренландії в королівському гербі, який слідує за геральдичною традицією у піднятті правої передньої лапи, білий ведмідь на гренландському гербі піднімає ліву лапу, через традиційне переконання інуїтів, що білі ведмеді шульги.
Офіційна данська специфікація герба (Данія не використовує герби в англійському розумінні цього слова) не уточнює, яка лапа піднімається, тому конфлікту між різними версіями немає. Прихильники повної незалежності Гренландії використовують для гербу зелене тло.
Білий ведмідь був уперше включений як символ Гренландії в данському гербі під час правління короля Фрідріха III, але не отримав широкого застосування по собі, аж до початку XX-го століття.

Герб Гренландії (стара версія)
Герб Гренландського округу (скасовано 1 травня 1979 р.)